# ستيف ماكسويل
ستيف ماكسويل (بالإنجليزية: Steve Maxwell)‏ هو فنان قتالي أمريكي، ولد في 3 ديسمبر 1952.